# Pars basilaris ossis occipitalis

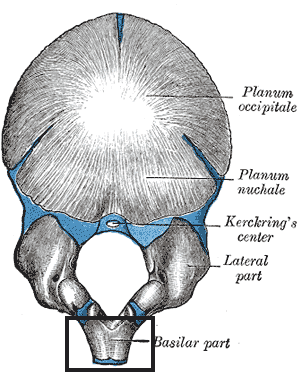
A nyakszirtcsont fiatal korban (a fekete téglalap jelöli)

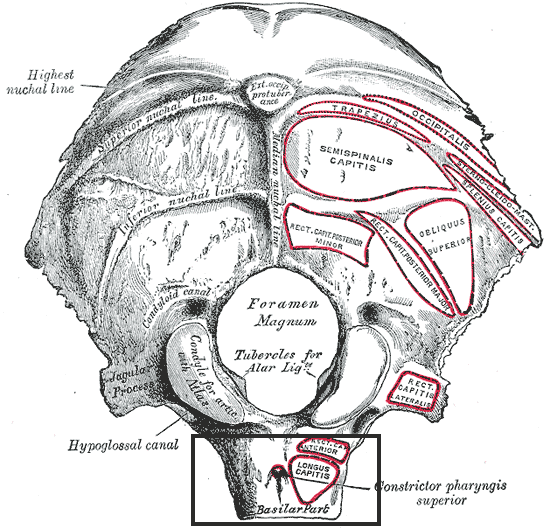
A nyakszirtcsont felnőtt korban (a fekete téglalap jelöli)

A pars basilaris ossis occipitalis a nyakszirtcsonton (os occipital) található, az öreglyuktól (foramen magnum) kiindulva előre és felfelé nyúlik. 

## Fejlődése
A fiatal koponya ezen része durva és egyenetlen és az ékcsonthoz (os sphenoidale) csatlakozik porcok segítségével. 25 éves kor körül a porcok elcsontosodnak és a nyakszirtcsont valamint az ékcsont összeforrt folyamatos csonttá válik.

## Felszíne
Az alsó felszínén 1 cm körül az öreglyukkal szemben található a tuberculum pharyngeum, ami tapadást biztosít a raphe pharyngealis-nak. A középső vonal mindkét oldalához a musculus longus capitis és a musculus rectus capitis anterior illeszkedik. Az öreglyukkal szemben a membrana atlantooccipitalis anterior tapad. A felső felszínén van egy durva, sekély árok, ami az öreglyuktól előre és felfelé fut. Tartalmazza a medulla oblongátát és közel az öreglyuk széléhez tapad a membrana tectoria. A felszín külső szélén alig látható árkok vannak a sinus petrosus inferior számára.